# Farní sbor Českobratrské církve evangelické v Proseči u Skutče
Farní sbor Českobratrské církve evangelické v Proseči u Skutče je sborem Českobratrské církve evangelické v Proseči u Skutče. Sbor spadá pod poličský seniorát.
Kurátorkou sboru je Věra Tefrová.
Poblíž kostela stojí roubená stavba bývalé evangelické školy (postavena v roce 1816), kterou sbor v roce 2013 daroval městu. Město ji nyní rekonstruuje.

## Faráři sboru
- Mikuláš Toronay (1783–1787)
- Štěpán Törös (1787–1790)
- Štěpán Gaál (1790–1793)
- Jakub Bohumil Štetinius (1795–1798)
- Petr Molnár (1800–1806)
- Jan Szétchenyi de Szöndrö (1806–1807)
- Jan Szántay (1807–1817)
- Antonín Kadlec (1819–1876)
- František Kalda (1877–1899)
- Miloslav Novák (1899–1920)
- Josef Dvořák (1921–1956)
- Jan Bl. Horký (1957–1958)
- Pavel Hlaváč (1968–1990)
- Blažena Kohoutová (1990–1994)
- Jan Jun (1995–2007)